# And TV
And TV ou &TV est une chaîne de divertissement en langue hindi appartenant à Zee Entertainment Enterprises. Lancée en tant que chaîne de divertissement général du groupe ZEEL, elle commence à diffuser le 2 mars 2015 à l'international au Moyen-Orient,.